# Юн Кан
Юн Кан (I ст. до Р.Х.) - вчений і письменник Давнього Китаю. 
Вперше в історії людства запропонував умовний поділ історії людства на епохи каменю, міді та заліза .
Пізніше схему тріади віків (камінь, мідь, залізо) запропонував і теоретично обґрунтував 1836 року данський археолог, хранитель колекцій Копенгагенського археологічного музею Х. Томсен.